# Harnasmannetje
Het harnasmannetje (Agonus cataphractus) is een straalvinnige vis uit de familie van de harnasmannen (Agonidae) en de orde van de schorpioenvisachtigen (Scorpaeniformes), die voorkomt in het noordoosten van de Atlantische Oceaan.
Deze vis komt algemeen voor aan de kusten van de Lage Landen op zand- en modderbodems.

## Beschrijving
Het harnasmannetje wordt gemiddeld 14 centimeter, maar kan een lengte bereiken van 21 centimeter en kan maximaal drie jaar oud worden. Het lichaam van de vis heeft een langgerekte vorm. De bek zit aan de onderkant van de kop (onderstandig). De vis heeft een karakteristieke bepantsering van beenplaatjes, die ook de naam harnasmannetje verklaart.
De vis heeft twee rugvinnen en één aarsvin. Er zijn vijf of zes stekels en zes tot acht vinstralen in de rugvin en zes tot acht vinstralen in de aarsvin.

## Voorkomen en leefwijze
Het harnasmannetje is een zoutwatervis die voorkomt in gematigde wateren. De soort is voornamelijk te vinden in zeeën en wateren met een zachte ondergrond, op een diepte van 1 tot 270 meter.
Het dieet van de vis bestaat hoofdzakelijk uit dierlijk voedsel, zoals (vlokreeftjes, zeekomma's, garnalen en visseneieren).

## Andere namen
Er bestaan diverse volksnamen voor deze vis: neushangertje, oudewijfskaak, oude grootje, oude vent en postkop.

## Relatie tot de mens
Het harnasmannetje is voor de visserij van geen belang. De soort kan worden bezichtigd in sommige openbare aquaria.
De soort staat niet op de Rode Lijst van de IUCN.